# غريت فالس (كارولاينا الجنوبية)
غريت فالس (بالإنجليزية: Great Falls, South Carolina)‏ هي بلدة أمريكية تقع في الولايات المتحدة في Chester County. يقدر عدد سكانها بـ 1,979 نسمة ومساحتها 11.4 كم2 وترتفع عن سطح البحر 149 متر.

## التركيبة السكانية
حدّد مكتب تعداد الولايات المتحدة بيانات التركيبة السكانية لغريت فالس في تعداد الولايات المتحدة. في ما يلي، التركيبة السكانية حسب تعدادي 2000 و2010.

### تعداد عام 2000
بلغ عدد سكان غريت فالس 2,194 نسمة بحسب تعداد عام 2000، وبلغ عدد الأسر 892 أسرة وعدد العائلات 596 عائلة مقيمة في البلدة. في حين سجلت الكثافة السكانية 193.5 نسمة لكل كيلومتر مربع (501.2/ميل2). وبلغ عدد الوحدات السكنية 1,041 وحدة بمتوسط كثافة قدره 91.8 لكل كيلومتر مربع (237.8/ميل2).
وتوزع التركيب العرقي للبلدة بنسبة 71.01% من البيض و27.94% من الأمريكيين الأفارقة و0.27% من الأمريكيين الأصليين و0.23% من الأمريكيين ذوي الأصول الآسيوية و0.36% من الأعراق الأخرى و0.18% من عرقين مختلطين أو أكثر و0.73% من الهسبانيون أو اللاتينيون من أي عرق.
بلغ عدد الأسر 892 أسرة كانت نسبة 38.1% منها لديها أطفال تحت سن الثامنة عشر تعيش معهم، وبلغت نسبة الأزواج القاطنين مع بعضهم البعض 41.1% من أصل المجموع الكلي للأسر، ونسبة 20.2% من الأسر كان لديها معيلات من الإناث دون وجود شريك،  بينما كانت نسبة 5.5% من الأسر لديها معيلون من الذكور دون وجود شريكة وكانت نسبة 33.2% من غير العائلات. تألفت نسبة 30.9% من أصل جميع الأسر من عدة أفراد يعيشون في نفس المنزل ونسبة 17.2% كانت تتألف من شخص يعيش بمفرده يبلغ من العمر 65 عاماً أو أكثر. وبلغ متوسط حجم الأسرة المعيشية 2.46، أما متوسط حجم العائلات فبلغ 3.05.
بلغ العمر الوسطي للسكان 35.2 عاماً. وكانت نسبة 28% من القاطنين تحت سن الثامنة عشر، وكانت نسبة 8.6% بين الثامنة عشر والرابعة والعشرين عاماً، ونسبة 25.9% كانت واقعةً في الفئة العمرية ما بين الخامسة والعشرين والرابعة والأربعين عاماً، ونسبة 20.4% كانت ما بين الخامسة والأربعين والرابعة والستين، ونسبة 17.2% كانت ضمن فئة الخامسة والستين عاماً فما فوق. يوجد لكل 100 أنثى 89.1 ذكر، ويوجد لكل 100 أنثى في الثامنة عشر من عمرها فما فوق 82.2 ذكر.
بلغ متوسط دخل الأسرة في البلدة 24,758 دولارًا، أما متوسط دخل العائلة فبلغ 31,683 دولارًا. وكان متوسط دخل الذكور 27,336 دولارًا مقابل 22,070 دولارًا للإناث. وسجل دخل الفرد الخاص بالبلدة 13,266 دولارًا. وكانت نسبة 16.4% من العائلات ونسبة 18.1% من السكان تحت خط الفقر، وكان من هؤلاء نسبة 25.2% تحت سن الثامنة عشر ونسبة 20.4% في الخامسة والستين من العمر وما فوق.

### تعداد عام 2010
بلغ عدد سكان غريت فالس 1,979 نسمة بحسب تعداد عام 2010، وبلغ عدد الأسر 790 أسرة وعدد العائلات 503 عائلة مقيمة في البلدة. في حين سجلت الكثافة السكانية 174.5 نسمة لكل كيلومتر مربع (452.0/ميل2). وبلغ عدد الوحدات السكنية 944 وحدة بمتوسط كثافة قدره 83.2 لكل كيلومتر مربع (215.5/ميل2).
وتوزع التركيب العرقي للبلدة بنسبة 66.45% من البيض و31.33% من الأمريكيين الأفارقة و0.20% من الأعراق الأخرى و2.02% من عرقين مختلطين أو أكثر و0.76% من الهسبانيون أو اللاتينيون من أي عرق.
بلغ عدد الأسر 790 أسرة كانت نسبة 35.3% منها لديها أطفال تحت سن الثامنة عشر تعيش معهم، وبلغت نسبة الأزواج القاطنين مع بعضهم البعض 31.4% من أصل المجموع الكلي للأسر، ونسبة 24.9% من الأسر كان لديها معيلات من الإناث دون وجود شريك،  بينما كانت نسبة 7.3% من الأسر لديها معيلون من الذكور دون وجود شريكة وكانت نسبة 36.3% من غير العائلات. تألفت نسبة 32.3% من أصل جميع الأسر من عدة أفراد يعيشون في نفس المنزل ونسبة 14.2% كانت تتألف من شخص يعيش بمفرده يبلغ من العمر 65 عاماً أو أكثر. وبلغ متوسط حجم الأسرة المعيشية 2.51، أما متوسط حجم العائلات فبلغ 3.11.
بلغ العمر الوسطي للسكان 37.0 عاماً. وكانت نسبة 26.1% من القاطنين تحت سن الثامنة عشر، وكانت نسبة 10% بين الثامنة عشر والرابعة والعشرين عاماً، ونسبة 23.5% كانت واقعةً في الفئة العمرية ما بين الخامسة والعشرين والرابعة والأربعين عاماً، ونسبة 25.1% كانت ما بين الخامسة والأربعين والرابعة والستين، ونسبة 15.3% كانت ضمن فئة الخامسة والستين عاماً فما فوق. وتوزع التركيب الجنسي للسكان بنسبة 46.4% ذكور و53.6% إناث.

## أعلام
- إدموند باري غيثر
- كال كوبر